# Ижора (пароход, 1826)
«Ижора» — первый вооружённый пароход Балтийского флота Российской империи.

## Описание парохода
Колёсный пароход. Длина парохода составляла 46,83 метра, ширина без обшивки — 6,7 метра, осадка — 4,1 метра. На пароходе была установлена паровая машина мощностью 100 номинальных л. с. Вооружение судна состояло из восьми  6-фунтовых карронад.

## История службы
Пароход был заложен на Ижорском заводе 16 (28) октября 1824 года, спущен на воду — 4 (16) мая 1826 года, а в 1829 году был введён в состав Балтийского флота России. Строительство вёл корабельный мастер Макле.
Первое продолжительное плавание в открытом море пароход совершил в Стокгольм, после чего в июле 1831 года перевез в Штеттин гостившего у императора Николая I прусского принца Карла со свитой.
С мая по июль 1834 года в сопровождении фрегатов «Кастор» и «Паллада» совершал плавания в Мемель, Свинемюнде и Пиллау с принцем и принцессой Пруссии на борту.
В августе 1835 года Николай I предпринял на пароходе морскую поездку в Шведт с целью встречи с австрийским императором и прусским королём, но разыгравшийся шторм сорвал планы императора, вынудив пароход вернуться от Ревеля в Кронштадт.
В 1837 году пароход подвергся тимберовке на Охтенской верфи, а в 1854 году — вторичной тимберовке в Кронштадте.
В 1845 году совершал плавания по портам Финского залива.
В 1851 году совершал плавания по портам Балтийского моря.
В 1856—1857 годах выходил в плавания в Финский залив.
В кампанию 1860 года выходил в плавания в Балтийское море.
В 1862 году пароход «Ижора» был продан на слом.